# LGBT

LGBT의 상징 프라이드 플래그

LGBT는 성소수자 중 레즈비언(Lesbian), 게이(Gay), 양성애자(Bisexual), 트랜스젠더(Transgender)를 합하여 부르는 단어다. 퀴어(Queer)에 비해 논쟁이 덜한 용어로 알려져 있다.

## 파생
LGBTAIQ라는 용어는 본디 LGBT에서 무성애자(Asexual), 간성(Intersex), 아직 자신의 성정체성, 성적 지향에 의문을 품은 사람(Questioner)을 더한 것이다. 인도 등 동남아시아에서는 히즈라를 H로 표기하여 포함하기도 한다.
LGBTAIQOC는 위 용어에 범성애자(opensexual. pansexual이라고도 한다)와 크로스드레서(crossdresser)를 추가한 용어다.

## 같이 보기
- 성소수자
- 성소수자 상징